# Instrukcja techniczna C-III
Instrukcja techniczna C-III – archiwalna instrukcja geodezyjna w Polsce, będąca częścią przepisów Pomiary szczegółów terenowych (dział "C" Powszechnych Przepisów o Pomiarach Kraju) i obowiązująca w latach 1962–1979, wprowadzona i zatwierdzona decyzją Prezesa Głównego Urzędu Geodezji i Kartografii (GUGiK) z 18 sierpnia 1962 w sprawie "Opracowania mapy zasadniczej w skali 1:5000 na podkładzie fotogrametrycznym". Instrukcja została opracowana w latach 1961–1962 w Biurze Techniki GUGiK z uwzględnieniem doświadczeń uzyskanych przy stosowaniu w latach 1957–1961 ulepszanych projektów instrukcji oraz opinii Ministerstwa Rolnictwa oraz Leśnictwa i Przemysłu Drzewnego.
Instrukcja zawiera zbiór, jednolitych pod względem merytorycznym, technicznym i porządkowym, wytycznych dotyczących postępowania w zakresie prac kameralnych i polowych związanych z wykonywaniem mapy zasadniczej w skali 1:5000 na podkładzie fotogrametrycznym (otrzymanym na podstawie zdjęć lotniczych i przy maksymalnym wykorzystaniu istniejących materiałów geodezyjnych i kartograficznych), jako mapy stanowiącej mapę sytuacyjną zwartych terenów, obejmujących kompleks jednostek administracyjnych i gospodarczych dla obszarów użytkowanych rolniczo i obszarów leśnych o przeciętnym nagromadzeniu szczegółów terenowych i gdy przeciętna szerokość tych szczegółów i odległość między nimi nie wynosi mniej niż 10 m.
Szczegółowe przepisy instrukcji określają m.in. postanowienia ogólne, podstawy matematyczne opracowania mapy, jej treść dla skali 1:5000, a ponadto:
- opracowanie projektu technicznego
- prace przygotowawcze
- sporządzenie mapy, w tym:
  - prace polowe
  - opracowanie pierworysu
  - obliczenie powierzchni obrębów
  - sporządzenie matrycy
  - sporządzenie operatu

Instrukcja definiowała również pojęcie mapy zasadniczej, jako mapy o treści i formie dostosowanej do głównych potrzeb gospodarczych, stanowiącej podstawowy dokument geodezyjny, podlegający bieżącej aktualizacji i umożliwiający łatwe uzyskanie map pochodnych.
Instrukcję techniczną C-III zastąpiła w 1979 instrukcja techniczna K-1 (1979) ("Opracowanie mapy zasadniczej") oraz wytyczne techniczne do tej instrukcji: K-1.6.